# Jay Farrar
Pour les articles homonymes, voir Farrar.
Jay Farrar, né le 26 décembre 1966, est un chanteur, guitariste et harmoniciste américain de country alternative. En 1987, il est le cofondateur, avec Jeff Tweedy, et Mike Heidorn, du groupe de country alternative Uncle Tupelo. Il a commencé sa carrière musicale solo en 2001. Au-delà de ses talents d'auteur-compositeur, Jay Farrar est aussi guitariste, harmoniciste et chanteur. Sa musique est une interprétation avertie de la musique américaine traditionnelle.

## Carrière solo
En tant qu'artiste solo, Jay Farrar a sorti deux albums, deux EP, une bande originale et divers enregistrements live. Ses albums sont Sebastopol chez le label indépendant Artémis Records (2000) et Terroir Blues (2003) avec son propre label, Transmit Sound.
Un EP de chansons enregistrées durant les sessions d'enregistrement sort en 2002, ThirdShiftGrottoSlack. Sa bande originale pour le film indépendant The Slaughter Rule est enregistrée en 2003 avec le label indépendant Bloodshot Records. En 2003, Farrar créé son propre label indépendant Transmit Sound (anciennement appelé « Act/Resist Records »).
En 2004, Jay Farrar enregistre un EP live de six chansons, Live EP. Cette année marque aussi la sortie du CD/DVD live Stone, Steel & Bright Lights.

## Artistes associés
Après la dissolution du groupe Uncle Tupelo en 1994, Jay Farrar forme le groupe Son Volt dont la ensemble musical sortira 3 albums studio durant la fin des années 1990 avant de se séparer en 1999. Cette année-là, Farrar est invité à participer à l'album rendant hommage à Skip Spence cofondateur de Moby Grape alors atteint d'un cancer en phase terminale. L'album, More Oar: A Tribute to the Skip Spence Album, était un album de reprises des chansons du seul album studio de Skip Spence, Oar.
En 2005, Son Volt se reforme avec une formation différente et sort 4 albums studio supplémentaires.
Farrar travaille ensuite en étroite collaboration avec le claviériste Steven Drozd de The Flaming Lips lors de l'enregistrement de Sébastopol. Eric Heywood, Mark Spencer (membres du groupe Blood Oranges), et le groupe rock Canyon accompagnent souvent Farrar dans ses enregistrements en solo. Mark Spencer est maintenant un membre à part entière de Son Volt.
En 2006, Farrar annonce la formation d'un nouveau groupe, Gob Iron, avec Anders Parker. Les chansons qui composent cet album sont enregistrées en automne 2004. Farrar enregistre au même moment un nouvel album de Son Volt.
Farrar travaille avec Ben Gibbard (du groupe de rock indépendant Death Cab for Cutie) pour enregistrer la bande originale du documentaire One Fast Move or I'm Gone sorti en 2009, au sujet du temps passé à Big Sur par Jack Kerouac. La bande originale sort le 20 octobre 2009.